# Eerste Kamerverkiezingen 1862
De Eerste Kamerverkiezingen 1862 waren reguliere Nederlandse verkiezingen voor de Eerste Kamer der Staten-Generaal. Zij vonden plaats op 8 juli 1862.
De verkiezingen werden gehouden voor een derde deel van de zittende leden van de Eerste Kamer van wie de zittingstermijn afliep. Bij deze verkiezingen kozen de leden van Provinciale Staten - die bij de Statenverkiezingen in mei 1862 gekozen waren - in negen kiesgroepen naar provincie dertien nieuwe leden.
De uitslag van de verkiezingen was als volgt:
| Groepering                | Zetels | Zetels | Zetels | Zetels | Zetels | Zetelverdeling naar provincie | Zetelverdeling naar provincie | Zetelverdeling naar provincie | Zetelverdeling naar provincie | Zetelverdeling naar provincie | Zetelverdeling naar provincie | Zetelverdeling naar provincie | Zetelverdeling naar provincie | Zetelverdeling naar provincie | Zetelverdeling naar provincie | Zetelverdeling naar provincie |
| Groepering                | 1859   | Af     | Bij    | 1862   | +/−    | Gr                            | F                             | D                             | O                             | Ge                            | U                             | NH                            | ZH                            | Z                             | NB                            | L                             |
| ------------------------- | ------ | ------ | ------ | ------ | ------ | ----------------------------- | ----------------------------- | ----------------------------- | ----------------------------- | ----------------------------- | ----------------------------- | ----------------------------- | ----------------------------- | ----------------------------- | ----------------------------- | ----------------------------- |
| gematigde liberalen       | 17/15  | 5      | 4      | 14     | −1     | 1                             |                               |                               | 1                             | 1                             |                               | 4                             | 1                             | 1                             | 2                             | 3                             |
| conservatieven            | 12/13  | 5      | 5      | 13     | 0      |                               | 1                             | 1                             | 1                             | 3                             | 2                             | 2                             | 2                             | 1                             |                               |                               |
| liberalen                 | 9/11   | 3      | 4      | 12     | +1     | 1                             | 2                             |                               | 1                             | 1                             |                               |                               | 4                             |                               | 3                             |                               |
| conservatief-protestanten | 1/0    | 0      | 0      | 0      | 0      |                               |                               |                               |                               |                               |                               |                               |                               |                               |                               |                               |
| totaal                    | 39     | 13     | 13     | 39     | 0      | 2                             | 3                             | 1                             | 3                             | 5                             | 2                             | 6                             | 7                             | 2                             | 5                             | 3                             |

## Gekozenen
Bij deze verkiezingen waren dertien leden aftredend, van wie tien herkozen werden. De stemmingen voor de overige vacatures hadden de volgende resultaten: 
- Door Provinciale Staten van Groningen werd Johan Quintus (gematigde liberalen) gekozen in de vacature ontstaan door het periodiek aftreden van Adriaan van Roijen die had aangegeven niet herkiesbaar te zijn.
- Door Provinciale Staten van Gelderland werd Carel Nobel (liberalen) gekozen in de vacature ontstaan door het periodiek aftreden van Hendrik van Goltstein van Oldenaller (conservatieven) die had aangegeven niet herkiesbaar te zijn.
- Door Provinciale Staten van Zuid-Holland werd Johan van der Heim van Duivendijke (conservatieven) gekozen in de vacature ontstaan door het periodiek aftreden van Abram van Rijckevorsel (gematigde liberalen) die had aangegeven niet herkiesbaar te zijn.

De zittingsperiode van de Eerste Kamer ging in op 15 september 1862. De zittingstermijn van de gekozen Kamerleden bedroeg negen jaar.
*1850 · 1853 · 1856 · 1859 · 1862 · 1865 · 1868 · 1871 · 1874 · 1877 · 1880 · 1883 · *1884 · 1887 (I) · *1887 (II) · *1888 · 1890 · 1893 · 1896 · 1899 · 1902 · *1904 · 1907 · 1910 · 1913 · 1916 · *1917 · 1919 · *1922 · *1923 · 1926 · 1929 · 1932 · 1935 · *1937 · *1946 · *1948 · 1951 · *1952 · 1955 · *1956 (I) · *1956 (II) · 1960 · *1963 · 1966 · 1969 · *1971 · 1974 · 1977 · 1980 · *1981 · *1983 · *1986 · 1987 · 1991 · 1995 · 1999 · 2003 · 2007 · 2011 · 2015 · 2019 · 2023

* algemene verkiezingen in verband met vervroegde ontbinding van de Eerste Kamer

vanaf 1987 bedraagt de vaste zittingstermijn van de Eerste Kamer vier jaar